# Бюлов, Николаус
Николаус Бю́лов (Никола́й Бу́лев, нем. Nicolaus Bülow, Немчин, Любчанин; ок. 1465 — ок. 1548) — придворный врач московского великого князя Василия Ивановича, астролог

, переводчик и публицист, писатель

.

## Биография
Уроженец Любека, сын Ганса Бюлова, получил образование в Ростокском университете (в 1480—1483/1484 годах). Бюлов был в России дважды. В первый раз — в составе посольства Георга фон Турна (в 1490 году). Бюлов был задержан святителем Геннадием архиепископом Новгородским. Ему предлагали составить для Русской Церкви новые пасхальные таблицы, так как старые были доведены лишь до 7000 года (от сотворения мира). В награду за труд Бюлову было обещано, кроме возмещения путевых издержек, 10000 талеров и свободный выезд из России.
С 1503 по 1513 годы Бюлов получал ренту от папы римского Юлия II. Известно, что он служил при папском дворе после 1504 года. Возможно, тогда же он получил какой-то духовный сан в католической иерархии. В 1508 г. Бюлов вернулся в Россию, стал придворным врачом великого князя Василия Ивановича. Имя Бюлова фигурирует в летописном рассказе о смерти Великого князя в 1533 году. В 1518 году в Москву приехали послы императора Максимилиана для переговоров о мире между Василием III и польским королём. Один из послов Франческо да Колло повидался с Бюловым в Москве и весьма лестно отзывался об образованности немецкого врача. Посольство стало ходатайствовать перед русскими дипломатами о магистре Николае Любчанине, чтобы Великий князь его отпустил на родину: «зане уже пришел во старость», «чтоб ему кости свои донести до своего родства». После долгих переговоров, боярин Федор Карпов склонил послов отступиться.

### Сочинения и полемика
Бюлову приписывают авторство перевода нескольких трактатов, в том числе связанных с летосчислением и полемикой с иудеями. В 1534 году Бюлов по заказу митрополита Даниила перевел лечебник, изданный в Любеке в 1492 году. Он стал первым переводным медицинским трактатом на Руси и получил название «Доброхотный вертоград». Предполагают, что Бюлов перевел также многократно издававшийся астрологический альманах Штофлера. Из оригинальных сочинений Бюлова сохранилась только беседа об иконе «Сошествие Святого Духа», в которой доктор изложил некоторые вопросы иконописания с католической точки зрения.
Полемические произведения Бюлова не сохранились; о содержании их можно судить по ответным посланиям русских публицистов. В промежутке между 1506 и 1515 годов Бюлов написал послание в защиту греко-латинской унии, обращенное к архиепископу Ростовскому Вассиану (Санину).
В своих сочинениях Бюлов пропагандировал воссоединение Западной Церкви с Восточной Православной Церковью (путём признания православными католических догматов), с одной стороны, и астрологию, с другой стороны. Воспевание искусства астрологии, которой усиленно занимался Бюлов, встретило в России сочувствие, в частности, в лице Ф. И. Карпова. Однако другие публицисты (в частности, преподобный Максим Грек и старец Елеазарова монастыря Филофей) выступили с развернутой критикой как астрологических предсказаний Бюлова, так и его пропаганды католического учения.
О полемических сочинениях Бюлова, написанных после 1524 года, ничего неизвестно; видимо, это объясняется тем, что предсказание Штофлера на 1524 год о катастрофическом потопе, которое пропагандировал в России Бюлов, не осуществилось, и авторитет доктора среди влиятельных лиц сильно упал.

## Последние годы
Вероятно, после неудачи с пропагандой идей Штофлера в жизни Бюлова произошли какие-то крупные изменения (возможно, опала), намек на которые есть в одном из «Слов» преподобного Максима Грека. Бюлов умер в Москве, а его значительное наследство перешло в великокняжескую казну. Попытки родственников получить наследство не увенчались успехом.
Известен потомок Николая Булева, Андрей Немчин, который служил придворным врачом при царе Алексее Михайловиче. В некоторых источниках он называется сыном Николая, хотя это и невероятно.

##### Основная
- Булевъ // Русский биографический словарь: Изд. под наблюдением пред. Имп. Рус. ист. о-ва А. А. Половцова. Т. 3. — СПб., 1908. — С. 483—484.
- Буланин Д. М. Булев (Бюлов) Николай. // Словарь книжников и книжности Древней Руси. В. 2. 2-я половина XIV—XVI в. Ч. 1. — Л., 1988.
- Майков Л. Н. Последние труды: Николай Немчин, русский писатель кон. XV-нач. XVI в. // Известия отделения русского языка и словесности. 1900. Т. 5. — Кн. 2. — С. 379—392.
- Святский Д. О. Астролог Николай Любчанин и альманахи на Руси XVI в. // Изв. научн. ин-та им. П. Ф. Лесгафта. Т. 15. Вып. 1—2. — Л., 1929. — С. 45—55.
- Angermann N. Neues über Nicolaus Bulow und sein wirken im Moskauer Russland. // JGO. 1969. N 7. Bd. 17. H. 3. — S. 408—419.
- Зимин А. А. Доктор Николай Булев — публицист и ученый медик. // Исследования и материалы по древнерусской литературе. — М., 1961. — С. 78-86.
- Голубинский Е. Е. История Русской Церкви. Период II. Т. II. Нол. I. — М.: Изд. Имп. Общества Истории и Древностей Российских при Московском Университете, 1900. — С. 606, 684.

##### Дополнительная
- Синицына Н. В. Из истории антилатинской полемики XVI в.: (О датировке и атрибуции некоторых сочинений Максима Грека) // Отечественная История. 2002. — № 6. — С. 130—141.
- Соболевский А. И. Переводная литература Московской Руси XIV—XVII вв. // Сборник Второго отд. Академии Наук. СПб., 1903. — Т. 74. — С. 191—193. (указаны рукописи переводов Самоила Евреина).
- Жмакин В. И. Памятник русской противокатолической полемики XVI века. // Журнал Министерства народного просвещения. 1880. — Ч. 211. — С. 319—332.
- Бенешевич В. Н. Из истории переводной литературы в Новгороде конца XV столетия. // Сборник статей в честь акад. Алексея Ивановича Соболевского. — Л., 1928. — С. 380.